# L'Évêque (Alpes pennines)
Pour les articles homonymes, voir L'Évêque.
L'Évêque est un sommet des Alpes valaisannes, en Suisse, situé dans le canton du Valais, qui culmine à 3 717 m d'altitude.
Situé à moins d'un kilomètre au nord de la frontière italienne, il se trouve au sud d'une crête sur laquelle se trouvent, au nord, la Mitre de l'Évêque et le mont Collon. Il domine le glacier du mont Collon à l'ouest et un névé du Haut glacier d'Arolla à l'est, tous deux faisant partie du glacier d'Arolla.